# Diesel Elektriska Vagn Aktiebolaget
Diesel Elektriska Vagn Aktiebolaget (DEVA) war ein Gemeinschaftsunternehmen von Allmänna Svenska Elektriska Aktiebolaget (ASEA) und AB ATLAS-Diesel (ATLAS), das 1914 zum Bau von dieselelektrischen Triebfahrzeugen gegründet wurde.

## Geschichte
1910 entschloss sich der schwedische Elektromaschinenhersteller Allmänna Svenska Elektriska Aktiebolaget (ASEA), in Zukunft dieselelektrische Triebfahrzeuge zu bauen. Dazu arbeitete ASEA mit AB ATLAS-Diesel zusammen. Diese Firma hatte als Patentinhaber Dieselmotoren zu einem zuverlässigen und wirtschaftlichen Antrieb entwickelt.
Statens Järnvägar (SJ) erwarb 1912 zwei Triebwagen. Zu Vorführzwecken wurden weitere Fahrzeuge gebaut. Aus den Erfahrungen der Baumusterfertigung heraus gründeten ASEA und ATLAS 1914 die Diesel Elektriska Vagn Aktiebolaget (DEVA), um ihre Fahrzeuge einheitlich zu vermarkten.
Ab 1920 bot DEVA ein Typenprogramm mit Lokomotiven und Triebwagen an. Die elektrische Ausrüstung der Fahrzeuge erfolgte durch ASEA, die Motoren dafür lieferte ATLAS, zur Steuerung wurde das von Harry Ward Leonard entwickelte Leonardsystem genutzt.
Die Triebfahrzeuge wurden alle mit Viertakt-Dieselmotoren mit Drucklufteinspritzung ausgestattet, die mit Pressluft gestartet wurden. Auspuffanlage und Kühler waren auf dem Dach angeordnet, wobei der Kühler in einem oberlichtartigen Aufbau eingebaut wurde. Mehrachsige Fahrzeuge erhielten Fahrwerke mit Lenkachsen. Die Wagenkästen waren mit Blech oder Teakholz beplankt. An jedem Fahrzeugende wurde ein Führerstand eingebaut. Diese erhielten Übergänge, um den Durchgang zu mitgeführten Wagen zu ermöglichen.
Da die ATLAS-Motoren nicht weiterentwickelt wurden, sanken ab Ende der 1920er Jahre die Verkaufszahlen. Obwohl als Ersatz dänische Zweitakt-Dieselmotoren von Burmeister & Wain verwendet wurden, musste DEVA 1939 nach rund 50 ausgelieferten Fahrzeugen seine Produktion einstellen.

## Erhaltene Fahrzeuge
Einige der Fahrzeuge sind heute noch erhalten und teilweise bei Museumsbahnen einsatzfähig. Dazu gehören unter anderem die dem Dansk Jernbane-Klub (DJK) gehörende Diesellok der Lollandsbane (LJ) M 1 (DEVA 16/1921) und die der Nordsjællands Veterantog (NSjV) gehörende Diesellok ML 1 der Helsingør–Hornbæk–Gilleleje Banen (HHGB), DEVA 17/1921, (abgestellt im Eisenbahnmuseum Gedser Remise). In Schweden ist die SRJ 50 bei der Museiföreningen Stockholm-Roslagens Järnvägar (SRJmf) vorhanden, es war die letztgebaute Lokomotive der DEVA (54/1939).